# Анхелес, Карлос
Карлос Анхелес (исп. Carlos Angeles, 25 мая 1921, г. Таклобан, о. Лейте на Филиппинах) — филиппинский поэт.

## Биография
Изучал медицину и право в нескольких филиппинских университетах. Прошел стажировку в США.
С 1950 по 1958 год работал в филиппинском Бюро Международной информационной службы. Был пресс-ассистентом администрации президента К. П. Гарсия, менеджером по связям авиакомпании «PanAm» (1958—1980).
Работал в совете директоров Международного ПЕН-клуба, глава филиппинского отделения ПЕН-клуба.
С 1978 года живёт в США. Женат, имеет семеро детей и 18 внуков, все проживающие в США.

## Творчество
С 1941 года член Клуба писателей. Пишет на английском языке.
Известность получил после второй мировой войны как поэт-лирик. Для поэзии К. Анхелес характерно углубленное внимание к внутреннему миру человека, иногда переходящее в увлечение психоанализом.

## Избранная библиография
Автор сборника «Великолепие драгоценностей» («A stun of jewels», 1963).
- Стихи
  - в книге «Heart of the Islands», ed. M. A. Viray, Manila, 1947;
  - в книге «Six filipino poets», ed. L. Casper, Manila, 1954;
  - в книге «A Doveglion book of philippine poetry in English from its beginnings to the present» (1910 to 1962), ed. by J. G. Villa, [Manila, 1962];

В русском переводе его стихи, были опубликованы в сборнике «Современная филиппинская поэзия» (М., 1974) и сборнике «Бамбуковая флейта»(М., 1977).
Лауреат нескольких премий по литературе.